# Claude Goumondy
Claude Goumondy (* 19. Juli 1946 in Belmont) ist ein französischer Schachkomponist.

## Schachkomposition
Seit 1965 publizierte Claude Goumondy über 2000 Schachaufgaben, davon mehr als 900 Dreizüger, 150 Mehrzüger und Hilfsmatts. 550 Aufgaben erhielten Auszeichnungen, darunter 290 Preise, 60 einen ersten Preis.
Goumondy bevorzugt zyklische Wechsel der Züge von Weiß oder der Varianten sowie geometrische Themen. Er komponierte zahlreiche Tasks. Nachfolgende Aufgabe zeigt die mit solchen Rekordversuchen verbundenen Schwierigkeiten auf.
|   | a | b | c | d | e | f | g | h |   |
| 8 |   |   |   |   |   |   |   |   | 8 |
| 7 |   |   |   |   |   |   |   |   | 7 |
| 6 |   |   |   |   |   |   |   |   | 6 |
| 5 |   |   |   |   |   |   |   |   | 5 |
| 4 |   |   |   |   |   |   |   |   | 4 |
| 3 |   |   |   |   |   |   |   |   | 3 |
| 2 |   |   |   |   |   |   |   |   | 2 |
| 1 |   |   |   |   |   |   |   |   | 1 |
|   | a | b | c | d | e | f | g | h |   |

Lösung:

1. Sc2xd4 (droht 2. Sd4–c6 matt) mit den thematischen Varianten

1. … Td6xd4 2. b7–b8D+ (A) Sf5–d6 3. Th3–h5+ (B) Tf4–f5 4. Lg1–h2+ (C) Se6–f4 5. Tg8–e8 (D) matt

1. … Sf5xd4 2. Th3–h5+ (B) Tf4–f5 3. Lg1–h2+ (C) Se6–f4 4. Tg8–e8+ (D) Td6–e6 5. b7–b8D (A) matt

1. … Tf4xd4 2. Lg1–h2+ (C) Se6–f4 3. Tg8–e8+ (D) Td6–e6 4. b7–b8D+ (A) Sf5–d6 5. Th3–h5 (B) matt

1. … Se6xd4 2. Tg8–e8+ (D) Td6–e6 3. b7–b8D+ (A) Sf5–d6 4. Th3–h5+ (B) Tf4–f5 5. Lg1–h2 (C) matt

Ein zyklischer Wechsel der Züge 2, 3, 4 und 5 von Weiß. Allerdings belegt eine exakte Analyse der Aufgabe selbst in diesen Varianten die Existenz von Dualen, was das dargestellte Thema für den Löser stark verwässert.
1984 wurde Goumondy zum Internationalen Schiedsrichter für Schachkomposition ernannt. 1984 wurde ihm der Titel Großmeister für Schachkomposition verliehen. Er war damals der jüngste Schachkomponist, der diese Qualifikation erreichen konnte.

## Redakteur
Goumondy ist Physik- und Chemielehrer. Von 1977 bis 1982 war er Redakteur für zwei- und dreizügige Schachaufgaben in der Zeitschrift diagrammes und 1980 bis 1981 Redakteur der Schachspalte in Courrier des Échecs. Er ist Autor einer Reihe von theoretischen Artikeln zur Schachkomposition.